# Jürgen Dietze
Jürgen Dietze (* 16. September 1942 in Leipzig) ist ein deutscher Sportwissenschaftler, Hochschullehrer und ehemaliger Schwimmer.

## Leben
Als Schwimmer nahm Dietze an den Olympischen Sommerspielen 1960 und 1964 teil: 1960 schwamm er 100 Meter Rücken, vier Jahre später ging er 200-Meter-Rückenstrecke an den Start. Während seiner Leistungssportlaufbahn nahm er ebenfalls an Europameisterschaften teil. 1962 gewann er mit der 4-mal-100-Meter-Lagenstaffel der Deutschen Demokratischen Republik (neben Dietze gehörten Egon Henninger, Horst-Günter Gregor und Frank Wiegand zur Mannschaft) in Europarekordzeit (4:09,0 min) den EM-Titel. In den Jahren 1962, 1964, 1965 und 1966 war er DDR-Meister über 100 Meter Rücken, 1960, 1961 und 1963 gewann er über dieselbe Distanz Silber sowie 1959 Bronze. Über 200 Meter Rücken war er 1963 Dritter und 1964 Zweiter der DDR-Meisterschaften. Mit der 4-mal-100-Meter-Staffel des SC DHfK Leipzig wurde er 1960 Meister der DDR und holte mit der Vereinsstaffel ebenfalls Gold über 4 × 100 Meter Lagen in den Jahren 1959, 1960, 1961 sowie 1962. Auch nach dem Ende seiner Leistungssportkarriere ging Dietze bei Schwimmwettkämpfen ins Rennen, 2011 stellte der Schwimmer der HSG DHfK Leipzig beim Masters–Sprint–Cup in Rostock über die Strecke 50-Meter-Rücken mit einer Zeit von 36,07 Sekunden einen deutschen Kurzbahnrekord für die Altersklasse 65 auf.
Dietze war nach seinem Studium als Ingenieur beruflich tätig und absolvierte danach an der Deutschen Hochschule für Körperkultur (DHfK) in Leipzig ein Fern- und Direktstudium, welches er 1971 als Diplomsportlehrer abschloss. Er wurde Wissenschaftlicher Mitarbeiter an der DHfK, schrieb seine Doktorarbeit, 1988 schloss er seine Habilitation (Thema: Die Lehrweise des Schwimmens unter besonderer Berücksichtigung ihrer historischen Entwicklung und der Anwendung in den Bereichen von Körperkultur und Sport) ab und war als Dozent für Theorie und Methodik des Trainings im Sportschwimmen tätig.
In Folge der Abwicklung der DHfK 1990 nach der deutschen Wiedervereinigung sowie in der bis 1993 dauernden Gründungsphase der Sportwissenschaftlichen Fakultät der Universität Leipzig war Dietze in Ausschüssen am Aufbau beteiligt. Er übernahm an der neuen Fakultät die Leitung des Instituts Schwimmsport und als Vertretungsprofessor die Leitung des Instituts für Bewegungs- und Trainingswissenschaft in den Ausdauer- und Schnellkraftsportarten. 1994 trat Dietze an der Universität Leipzig eine Dozentenstelle für Bewegungs- und Trainingswissenschaft in den Ausdauersportarten an. 2004 wurde er zum Außerplanmäßigen Professor ernannt.
Ab 1995 leitete Dietze zwei Forschungsprojekte zum Erlernen von Schwimmtechnik unter Einbeziehung von Wassergymnastik, beschäftigte sich mit der Schwimmtechnik, unter anderem mit dem Start und dem Wenden sowie dem Grundlagentraining. 2002 veröffentlichte er mit Katrin Barth das Lehrbuch „Ich lerne schwimmen“, 2003 kam „Ich trainiere Schwimmen“ heraus.
Im März 2006 wurde Dietze an der Uni Leipzig zum Verantwortlichen für den Spitzensport ernannt. 2007 schied er aus dem Universitätsdienst aus.
2012 wurde ihm die Leipziger Universitätsmedaille verliehen. Bei der HSG DHfK Leipzig wurde er 2018 zum Ehrenmitglied ernannt, im Sächsischen Schwimm-Verband ist er Ehrenpräsident.